# Перс (Титан)
Перс је у грчкој митологији био титан, син Крија и Еурибије и представљао је бога разарања (деструкције), односно био је један од богова рата. Припадао је трећој генерацији богова.

## Митологија
Према теогонији, ниједан човек му није био раван по мудрости. Попут његовог оца и браће, који су били повезани са животињским својствима, тако је и Перс можда имао нека својства пса. На то указује и то да је можда представљао Сиријус (Пасју звезду). Такође, можда је представљао и сазвежђе Персеј, које се на истоку појављује заједно са сазвежђем Овна (што је представљао његов отац) и сазвежђем Кочијаша (што је представљао његов брат Палант). Био је ожењен својом рођаком Астеријом. Имали су једну кћерку, Хекату, коју је Зевс поштовао као богињу дивљине, порођаја, врачања и магије. С обзиром на то да је Перс учествовао у борби против богова, Зевс га је казнио као и остале.

## Видео-игра
Перс се на кратко појављује у видео-игри „God of War II“ где се бори против Хелија.